# Kościół św. Stanisława Kostki w Dobrzyniu
Kościół św. Stanisława Kostki – rzymskokatolicki kościół filialny w miejscowości Dobrzyń. Świątynia należy do parafii św. Bartłomieja Apostoła w Szydłowicach w dekanacie Brzeg północ, archidiecezji wrocławskiej.

## Historia kościoła
Budowę kościoła w Dobrzyniu rozpoczęto w 1978 roku. Inicjatorem tej idei był ówczesny proboszcz parafii w Szydłowicach ksiądz Zygmunt Wołochowicz. Wcześniej nabożeństwa odbywały się w domu jednego z mieszkańców wsi. W czasach komunistycznych była to rzecz praktycznie niemożliwa, jednak proboszcz zarejestrował budowę jako remont kapitalny zabytkowej dzwonnicy. W 1980 roku budowa świątyni została zakończona i 21 września 1980 roku budowla została poświęcona przez księdza biskupa Adama Dyczkowskiego, ówczesnego biskupa pomocniczego archidiecezji wrocławskiej.